# INMOS G364フレームバッファー
G364フレームバッファーは、SGS Thomson INMOS G364チップセットを利用したグラフィックスアダプターの製品群であった。
INMOS G364は、INMOSによって1990年代初めに製造された。
INMOSは、トランスピュータで知られ、SGS Thomsonに買収され、STMicroelectronicsの一部となった。
G364は、RAMDACと64ビットのVRAMグラフィックスメモリーインターフェイスを備え、フレームバッファーを実装するのに利用された。
しかしハードウェアカーソル機能以外のハードウェアによるアクセラレーション機能は備えていなかった。
G634はG300フレームバッファーと、多くの機能と設計が類似しているが、より安価なG300が遅い32ビットのVRAMインターフェイスを備えていたのに比べ、
64ビットのインターフェイスを備えていた。
INMOS G364はPersonal DECStationに搭載されたG332と非常に類似している。
G364はSun MicrosystemsやSGIのUnixワークステーションにだけ実現されていたような比較的高解像度(多くの場合、最大1600×1200ピクセル)で出力できたが、
1990年代初めのパーソナルコンピューターの製造業者にはあまり利用されなかったし、主要なワークステーション製造業者にも採用されなかった。
G364フレームバッファーはコモドールAmiga用の別売のグラフィックスカードで利用された他、MIPSプロセッサー用のWindows NTを実行するMIPS Magnum 4000ワークステーションのグラフィックスシステムに採用された。
G364を利用したAmiga用のグラフィックスカードには以下のようなものがある。
- EGS SPECTRUM 110/24
- Rainbow III
- Visiona Paint (G300)